# Albuin Forer
Albuin Forer (* 6. Mai 1912 in Mühlwald, Österreich-Ungarn; † 9. März 1975 in Mühlen in Taufers) war ein Südtiroler Politiker.

## Biographie
Beruflich arbeitete Forer als Lehrer für Latein und Altgriechisch am Vinzentinum in Brixen und am Humanistischen Gymnasium in Bruneck. 1945 amtierte er für wenige Wochen als kommissarischer Bürgermeister von Sand in Taufers. Politisch engagierte er sich in den Reihen der Südtiroler Volkspartei, die er von 1948 bis 1956 im Regionalrat Trentino-Südtirol und damit gleichzeitig im Südtiroler Landtag vertrat. Während seiner ersten Legislaturperiode war er von 1950 bis 1952 als Ersatzlandesrat im Kabinett Erckert I Mitglied der Südtiroler Landesregierung und für fünf Monate 1952 stellvertretender Regionalassessor in der Regionalregierung Trentino-Südtirol. Während seiner zweiten Legislaturperiode rückte er 1956 nochmals kurzzeitig als Ersatzlandesrat im Kabinett Erckert II in die Landesregierung nach. Zudem diente er in den Jahren 1953–1954 als SVP-Landessekretär.